# Tempererede løvskove i Nordvesteuropa
Tempererede løvskove i Nordvesteuropa en en del af det palæarktiske biom Tempereret løvfældende skov, og omfatter som sådan de få naturlige skove vi har i Danmark samt de fleste naturskove og dyrkede skove bortset fra plantagerne af nåletræ. Disse skove tilhører alle den plantesociologiske klasse Querco-Fagetea. Eksempler er f.eks. bøgeskov og egeskov.

## Skovudviklingen i Vesteuropa
Ved indgangen til bondestenalderen var det meste af Nordvesteuropa endnu dækket af såkaldt klimaks-skov, der udgjorde en sammenhængende tæt skov, kun afbrudt af sumpede områder. Menneskene levede spredt i skovene gennem det meste af atlantisk tid. Med agerbruget begyndte de at rydde skoven (se Skovbrugets historie), og krige og den senere industrialisering bidrog yderligere til at reducere skovarealet. I 1700-tallet begyndte man igen at reetablere skovene, men kun med produktion eller jagt for øje. Det er med få undtagelser disse skove der eksisterer i dag. Kun ganske få skove i Nordvesteuropa kan betegnes som urskove, altså oprindelige og uberørte skove. Derimod er nogle få skove oprindelig skov, f.eks. fordi de har været fredet til kongelig jagt i århundreder. En større mængde skov er såkaldt naturskov, plantet skov, der nu drives naturnært, men den største mængde er stadig kommerciel skov, omend også denne er åbnet for rekreative formål. Alligevel er det i løvskoven de samme træer, der gør sig gældende, og som danner bestanden i de oprindelige skove, for det er de træer der trives i vores klima. Mens de plantede skove er mere ensformige, er naturskovene en blanding af mange forskellige træarter med et stort antal lysninger og moser.

## Biodiversitet
Løvfældende skove, der fremtræder som monokulturprægede, dyrkede skove, kan være fattige på både plante- og dyrearter. Dels vil træerne ofte stå tæt, så kun ganske lidt lys trænger igennem til det nederste lag, dels er der oftest mangel på dødt træ, fordi træerne fældes, inden de falder naturligt. Naturlige løvfældende skove med en blanding af forskellige arter og forskellige aldre er derimod uhyre artsrige, både hvad angår dyr, svampe og planter. For dyrenes vedkommende gælder artsrigdommen både laverestående dyr som insekter og højere dyr som f.eks. pattedyr. Skovtypen forekommer primært i regioner, der er tæt befolkede, og nærheden til mennesker gør, at variationen og antallet af større pattedyr er mindre, end den naturligt ville være – og flere arter mangler fuldstændigt. I Białowieska Skoven i det østlige Polen og vestlige Hviderusland samt i bjergskovene i Karpaterne forekommer stadig en lang række sjældne, store pattedyr, bl.a. Brun Bjørn, Europæisk bison og Los, der også kunne trives i de nordvesteuropæiske skove, hvis det ikke havde været for menneskets årtusindlange indflydelse på skovudviklingen.

## Løvskovstyper
De nordvesteuropæiske tempererede løvskove dækker over en lang række specielle plantesamfund
- Klasse: Querco-Fagetea
  - Orden: Fagetalia sylvaticae – Bøgeskove
    - Forbund: Fagion sylvaticae
      - Samfund: Bøgeskove på morbund uden kristtorn
      - Samfund: Bøgeskove på morbund med kristtorn
      - Samfund: Bøgeskove på muldbund
      - Samfund: Bøgeskove på kalkbund
      - Samfund: Galio-Fagion
      - Samfund: Aceri-Fagion
      - Samfund: Tilio-Acerion
      - Samfund: Galio-Abietion

    - Forbund: Carpinion betuli, bl.a. Ege-blandskov
    - Forbund: Alno-Ulmion, bl.a. Ellesump

  - Orden: Quercetalia pubescenti-petraeae – Dun- og Vinteregeskove
    - Forbund: Quercion pubescenti
    - Forbund: Orno-Ostryon

  - Orden: Prunetalia
    - Forbund: Prunetalia spinosae – Slåenkrat
    - Forbund: Berberidion
    - Forbund: Prunion fruticosae
    - Forbund: Salicion arenariae

## Karakteristiske plantearter

### Træer
- Ær (Acer pseudoplatanus)
- Rødel (Alnus glutinosa)
- Bøg (Fagus sylvatica)
- Ask (Fraxinus excelsior)
- Stilkeg (Quercus robur)
- Småbladet lind (Tilia cordata)

### Buske
- Hassel (Corylus avellana)
- Almindelig benved (Euonymus europaeus)
- Dunet gedeblad (Lonicera xylosteum)
- Almindelig hæg (Prunus padus)
- Vrietorn (Rhamnus catharticus)
- Hindbær (Rubus idaeus)
- Almindelig brombær (Rubus plicatus)
- Almindelig hyld (Sambucus nigra)
- Kvalkved (Viburnum opulus)

### Urter
- Skvalderkål (Aegopodium podagraria)
- Hvid anemone (Anemone nemorosa)
- Skovstilkaks (Brachypodium sylvaticum)
- Nældeklokke (Campanula trachelium)
- Fingerstar (Carex digitata)
- Skovhullæbe (Epipactis helleborine)
- Skovmærke (Galium odoratum)
- Skælrod (Lathraea squamaria)
- Nikkende flitteraks (Melica nutans)
- Lundrapgræs (Poa nemoralis)
- Nyrebladet ranunkel (Ranunculus auricomus)
- Klæbrig salvie (Salvia glutinosa)
- Tobladet Skilla (Scilla bifolia)
- Stor Fladstjerne (Stellaria holostea)

## Karakteristiske dyrearter
- Nældens takvinge (Aglais urticae)
- Korsedderkop (Araneus diadematus)
- Skrubtudse (Bufo bufo)
- Skovhumle (Bombus sylvarum)
- Musvåge (Buteo buteo)
- Europæisk bæver (Castor fiber)
- Ulv (Canis lupus)
- Rådyr (Capreolus capreolus)
- Stor guldløber (Carabus auratus)
- Rødmus (Clethrionomys glareolus)
- Ravn (Corvus corax)
- Stor flagspætte (Dendrocopos major)
- Skarnbasse (Geotrupes stercorosus)
- Stor regnorm (Lumbricus terrestris)
- Nattergal (Luscinia luscinia)
- Skovmår (Martes martes)
- Grævling (Meles meles)
- Snog (Natrix natrix)
- Almindeligt egern (Sciurus vulgaris)
- Natugle (Strix aluco)
- Brun bjørn (Ursus arctos)
- Rød ræv (Vulpes vulpes)

49°09′14″N 8°52′31″Ø / 49.15387°N 8.8754°Ø